# Éric Corberant

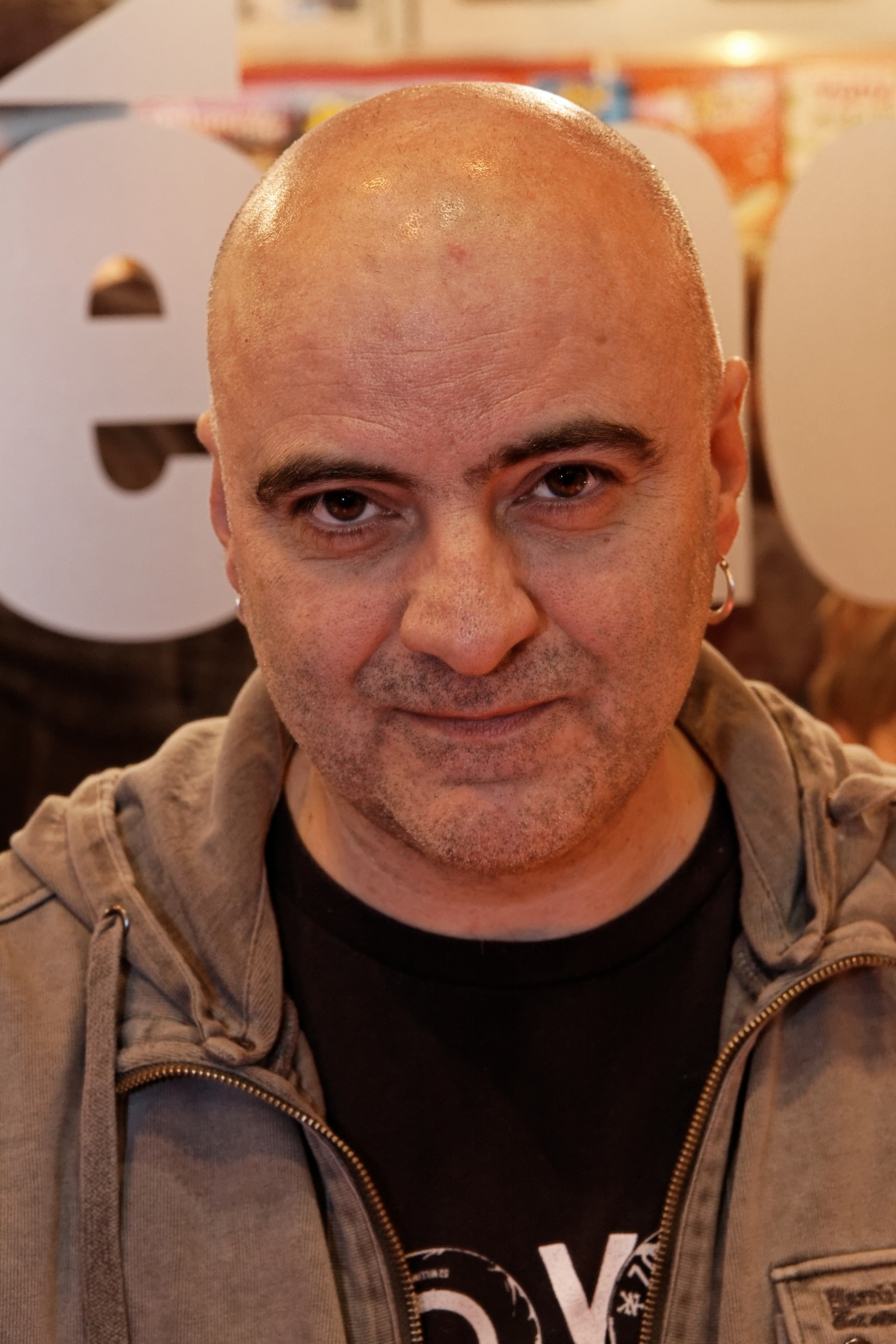
Corbeyran (2012)

Corbeyran, pseudoniem van Éric Corberant (Marseille, 14 december 1964), is een Franse stripauteur.

## Leven
Eric Corberant werd in 1964 geboren in Marseille. Hij begon zijn carrière als freelance grafisch ontwerper en animator in een vakantieoord. In 1990 bracht hij zijn eerste stripalbum uit, 'De klauwen van het moeras'. Eind jaren 90 vierde hij samen met Richard Guérineau zijn eerste grote succes met 'Le Chant des Stryges'. Corbeyran heeft inmiddels meer dan 100 strips geschreven en is een van de meest gewilde scenaristen van Frankrijk.
Corbeyran heeft inmiddels met wisselende tekenaars tal van series geschreven die zich in hetzelfde universum afspelen, rond 'The Song of The Strygen'.
In 2000 en 2010 ontving Corbeyran de 'Prix Tournesol' op het Internationaal stripfestival van Angoulême, in 2000 voor 'Paroles de taulards' en in 2010 voor 'Climax - Le Désert blanc'.